# غراب (تشيلو)
غراب (بالفارسية: گوراب) هي منطقة سكنية تقع في إيران في قسم تشيلو الريفي. يقدر عدد سكانها بـ 89 نسمة بحسب إحصاء 2016.